# Paraphrynus reddelli
Paraphrynus reddelli är en spindeldjursart som beskrevs av Mullinex 1979. Paraphrynus reddelli ingår i släktet Paraphrynus och familjen Phrynidae. Inga underarter finns listade i Catalogue of Life.